# Centre de recherche et d'action sociales
Centre de Recherche et d’action sociales (Ceras) är en fransk katolsk organisation bildad 1903 av Jesuitorden under namnet Action populaire.
Bakom bildande stod abbéerna Henri-Joseph Leroy och Desbuquois som bildade organisationen, med säte i Reims, i syfte att kämpa mot massornas avkristning och det sociala eländet genom års-, halvårs- och månadspublikationer, broschyrer m.m. Dess utgivningsverksamhet har varit mycket omfattande, och redan efter 5 år hade den utgett över 300 skrifter.